# جاز ملایم

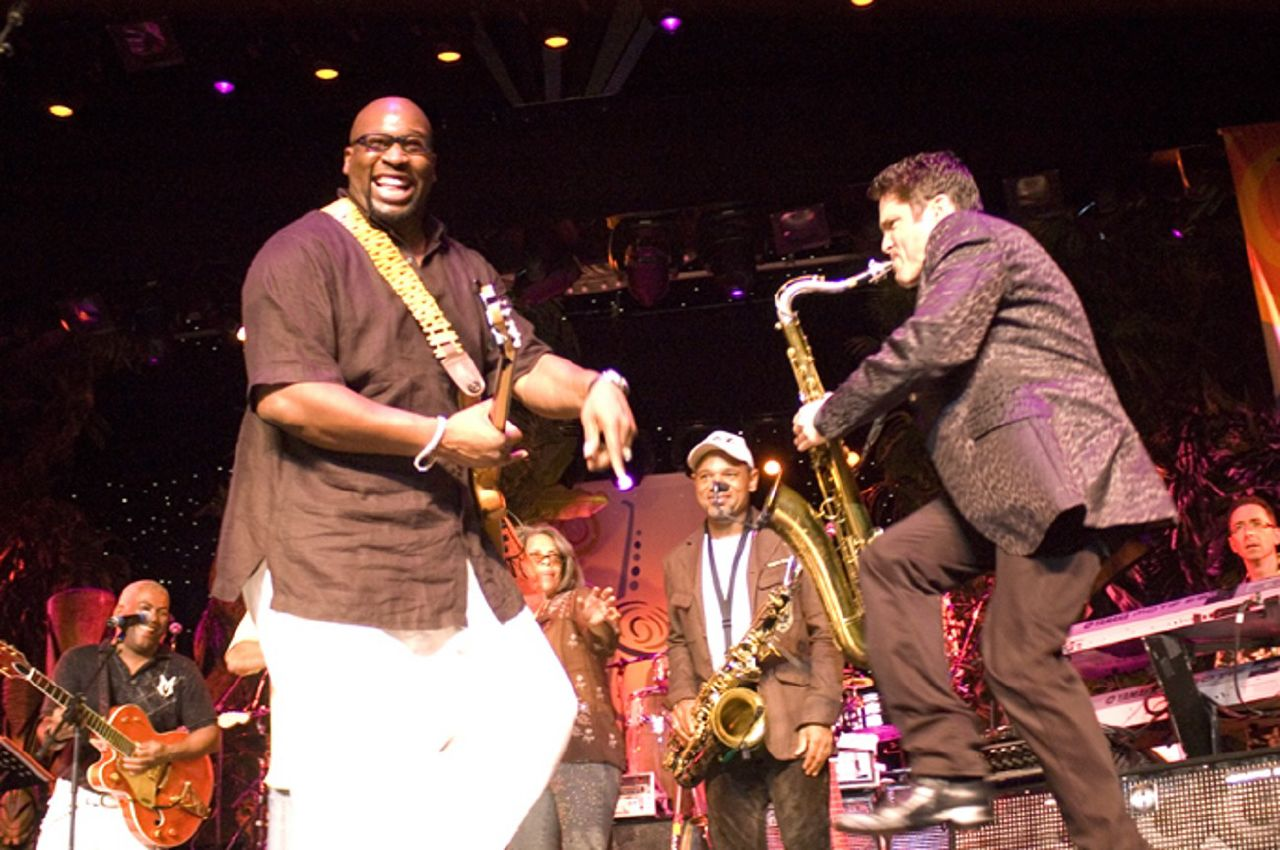
ویمن تیزدیل و دیو کاز

سموث جز یا جاز ملایم (به انگلیسی: Smooth Jazz) نوعی سبک موسیقی است که با استفاده از سازهای رایج در جاز و معمولاً بدون بداهه‌نوازی عرضه می‌شود. بسیاری از دوست‌داران جاز آن‌را سبکی از جاز نمی‌شمارند.

## برخی هنرمندان نامی جاز ملایم
- جورج بنسون
- کنی جی
- شاده